# Karmeliterkloster (Worms)
Das Karmeliterkloster in Worms war eines von vier Klöstern, die Bettelorden in Worms gegründet hatten.

## Geschichte

### Mittelalter
Nachdem der Orden der Karmeliten in der nordwestlichen Vorstadt von Worms, dem Bereich zwischen der inneren und der äußeren Stadtmauer vor dem Neutor, Flächen erworben hatte, gestattete Bischof Emicho von Worms dem Orden 1299, dort ein Kloster mit einer Kirche und einem Friedhof einzurichten. Emicho starb  noch im selben Jahr; sein Nachfolger Eberwin bestätigte die Genehmigung im Folgejahr. Die Möglichkeit, das Kloster auch hinter die innere Stadtmauer zu verlegen, wurde offengehalten. Bis 1310 stand die Anlage auch baulich.
Die Stiftungen zugunsten des Klosters waren umfangreich und reichlich. Allein für das 14. Jahrhundert sind 144 Stiftungen überliefert. Die Stifter kamen außer aus der Stadt Worms aus der ganzen Region, die etwa das Gebiet zwischen Mainz, Kreuznach, Kaiserslautern, Neustadt, Heidelberg und Bensheim umfasste. Prominenteste Stifter waren Mitglieder der Familie Dalberg.
Bei den Auseinandersetzungen zwischen den Bürgern der Stadt Worms und dem Bischof standen die Karmeliten – im Gegensatz zu den anderen Bettelorden der Stadt, Franziskanern, Dominikanern und Augustinereremiten – auf Seiten des Bischofs und der Stiftsgeistlichkeit. Dabei mussten sie ihr Kloster auch zeitweilig räumen und Prior Hermann von Neuss wurde verletzt und gefangengesetzt.
Die Klosterreform, die wieder Besitzlosigkeit der Brüder und gemeinsames Leben in der Klausur einführte, setzte sich in Worms zunächst durch. Visitationsberichte aus den Jahren 1468 und 1470 bestätigen das. Aber schon 20 Jahre später sind wieder Mahnungen des Provinzial bezeugt, die darauf drängen, den inzwischen offensichtlich wieder gelockerten Zustand erneut zu revidieren.

### Frühe Neuzeit
Bereits 1523 fällt der Lektor des Klosters, Jakobus von „Lorg“, dadurch auf, dass er der „neuen Lehre“ anhängt und muss das Kloster verlassen. 1525 beschlagnahmte der Rat der Stadt Worms fünf Kelche und das Kloster erhielt sie trotz eines gewonnenen Prozesses vor dem Reichskammergericht nicht zurück. 1537 lebten nur noch drei Brüder im Kloster. Die wirtschaftlichen Verhältnisse des Klosters waren in den folgenden Jahrzehnten „ein scheußliches Chaos“, wie es der zuständige Provinzial bezeichnete. Die baulichen Anlagen verfielen. Die Stadt traf Vorbereitungen, das Kloster zu übernehmen. Erst an der Wende zum 17. Jahrhundert stabilisierte sich die Lage wieder.
Während der schwedischen Besetzung von Worms im Dreißigjährigen Krieg wurde das Kloster von schwedischem Militär und Wormser Bürgern geplündert und vom schwedischen Militär am 16. Mai 1632 zerstört. Die verbliebenen Mönche erhielten vom Domkapitel zunächst das Haus zum Schlüssel in der Kämmerergasse zur Verfügung gestellt. 1657 kauften sie in ein ehemaliges Domherrenhaus bei der Kirche St. Stephan, deren Nutzung ihnen als Klosterkirche überlassen wurde. Der Versuch, die zwischen dem ehemaligen Domherrenhaus und der Kirche liegende Gasse von der Stadt zu kaufen, scheiterte. Allerdings erhielten sie die Genehmigung einen Gang, der über die Gasse führte und beide Gebäude verband, zu errichten.
Versuche, das Kloster an alter Stelle neu zu errichten, scheiterten zunächst: 1645 wurde das Haus, das die Kapuziner dazu erworben hatten, durch die französische Besatzung – wieder aus militärischen Überlegungen – niedergerissen, ein zweiter Versuch 1672 scheiterte am Einspruch der Stadt.
Das Ausweichquartier, das Domherrenhaus und die Kirche St. Stephan, wurden 1689 – wie die ganze Stadt – im Pfälzischen Erbfolgekrieg durch Truppen König Ludwig XIV. zerstört. Die Liegenschaft blieb aber auch nach dem Wiederaufbau des Klosters bis 1802 weiter im Besitz der Kapuziner.

### Wiederaufbau und Ende

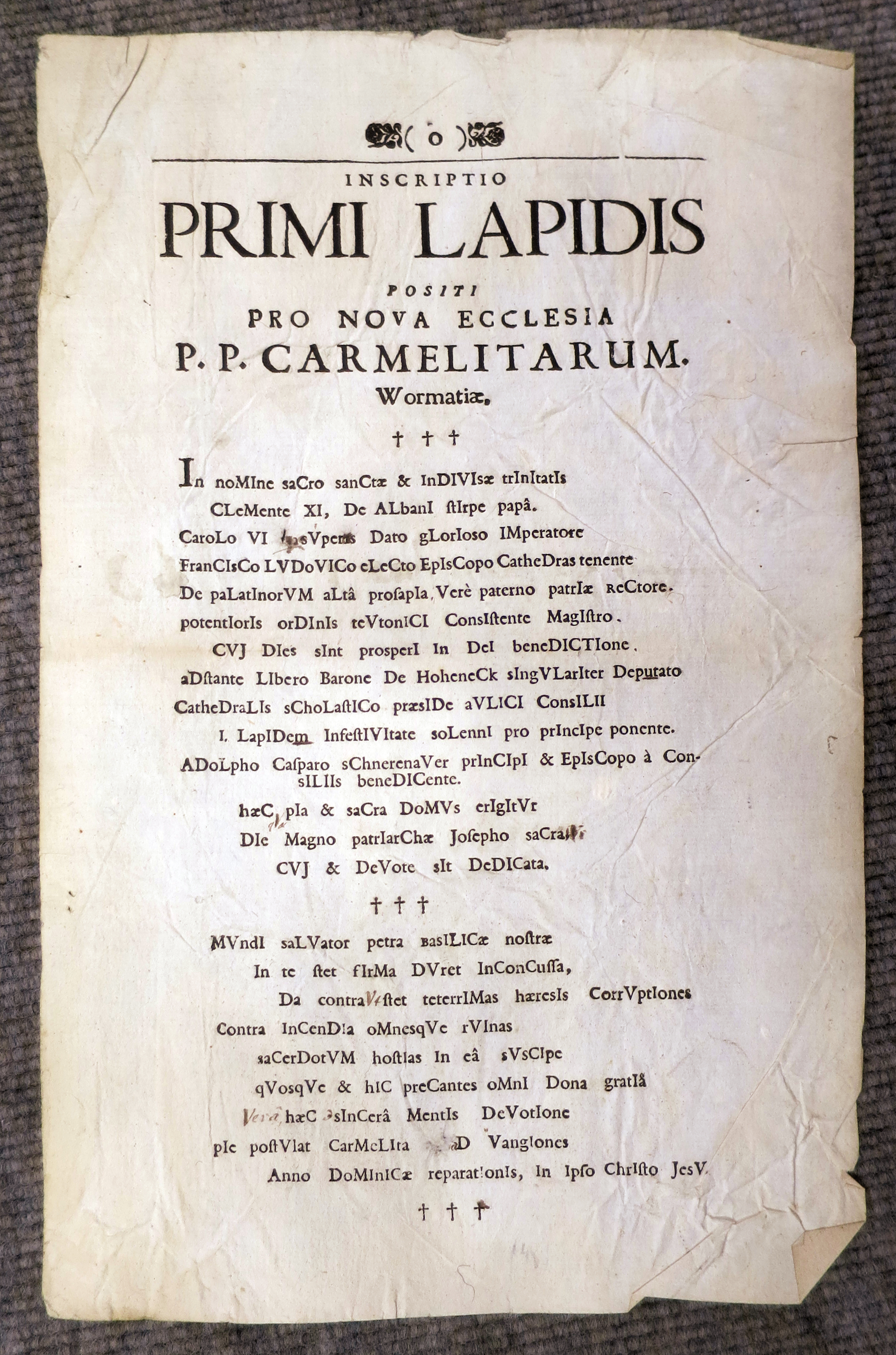
Druck der Inschrift auf dem Grundstein der neuen Karmeliterkirche von 1713

1699 wohnte ein einzelner Kapuziner an alter Stelle in der Vorstadt in einem Gartenhaus, das auf dem Grund stand, der den Kapuzinern dort gehörte. Dem folgte 1702 der Beschluss, das Kloster an ursprünglicher Stelle neu zu errichten. Die Bauarbeiten begannen 1703, der Grundstein für die neue Kirche wurde 1713 gelegt. Aus diesem Anlass veröffentlichten die Karmeliten eine Schrift, in der neben der Inschrift des Grundsteins Texte veröffentlicht waren, die Protestanten und die rechtliche Unabhängigkeit der Stadt Worms gegenüber dem Bischof angriffen. Der lutherische Stadtrat erklärte daraufhin, dass er das Gelände, auf dem die Karmeliten ihr Kloster errichteten städtische Almende sei. Der Prior machte einen Rückzug und erklärte, dass der Inhalt der Schrift auf einem Irrtum beruhe und keinesfalls bestehende Rechte beeinträchtigen solle. Die Weihe der neuen St. Anna Kirche führte am 23. August 1716 Weihbischof Johann Baptist Gegg aus.
Bei der ersten Besetzung Worms‘ während der Koalitionskriege durch französische Truppen 1792 mussten die Karmeliten in das Dominikanerkloster umziehen. Die Kirche wurde zu einem Lazarett und Magazin umgenutzt. Bei ihrer Flucht auf die rechte Rheinseite 1794 konnten sie nichts mitnehmen. Nach wechselnder militärischer Lage kehrten sie im Dezember 1795 wieder in ihr altes Kloster zurück, das sich aber in einem baulich schlechten Zustand befand. 1796 gab es noch vier Brüder im Kloster. Sie hatten sich einen Raum in ihrem Wohnhaus als Kapelle hergerichtet. Die Kirche diente weiter als Lazarett und Magazin. Bei der Aufhebung der Klöster in Frankreich 1802 – das linke Rheinufer war inzwischen von Frankreich annektiert – wurden die drei letzten Bewohner des Klosters ins Deutsche Reich – also auf die gegenüberliegende Rheinseite – ausgewiesen.

## Gebäude
Das Kloster war eine Vierflügelanlage um einen Kreuzgang. Während der schwedischen Besetzung von Worms im Dreißigjährigen Krieg wurde die gesamte Bebauung vor dem inneren Mauerring, so auch das Kloster, aus militärischen Erwägungen abgerissen und eine Schanze aufgeschüttet.

### Mittelalterliche Kirche
Bis 1310 wurde die gotische, dreischiffige Basilika errichtet. Sie lag parallel zur (heutigen) „Wilhelm-Leuschner-Straße“, aber etwas zurückgesetzt. Noch im 14. Jahrhundert wurde sie um einen neuen Chor  mit Fünfachtelschluss erweitert, den der Wormser Bischof Eckard von Dersch am 5. Mai 1387 weihte. Der Altar war der Heiligen Jungfrau und der Heiligen Dreifaltigkeit gewidmet. Weiter gab es einen Kreuzaltar. Im 17. Jahrhundert war der Hochaltar den Heiligen Drei Königen, Johannes dem Täufer, dem Evangelisten Johannes, dem Heiligen Georg, dem Heiligen Martin und der Heiligen Anna geweiht. Außerdem gab es einen Altar des Heiligen Sebastian.
1494/95 errichteten die Karmeliter auf dem Platz vor der Kirche und zur Straße hin als Anbau an den Chor ihrer Kirche eine Kapelle für die Heilige Anna mit eigenem Turm. In der Kapelle sollte eine Annen-Bruderschaft ihr Zentrum finden. Für das Projekt erhielten sie hochrangige Unterstützung als sich während des Reichstag von 1495 Prominenz zahlreich in der Stadt aufhielt. Dazu zählten: König Maximilian I. und Königin Bianca sowie die Kurfürsten Erzbischof Berthold von Mainz, Erzbischof Johann II. von Trier, Erzbischof Hermann von Köln, Kurfürst Friedrich III. von Sachsen und Kurfürst Philipp von der Pfalz. Die Kapelle konnte am 20. November 1495 geweiht werden. Die Annenbruderschaft ging spätestens mit der Zerstörung des Klosters im Dreißigjährigen Krieg unter.
Einzig erhaltene Spolien der mittelalterlichen Gebäude sind zwei Schlusssteine aus der Annakapelle. Sie sind heute im Kreuzgang des Andreasstiftes in Worms eingemauert. Im Andreasstift ist heute das Museum der Stadt Worms untergebracht. Weiter überliefert ist die Inschrift auf einem heute verlorenen Grabstein des Bischofs Simon von Düren († 1470), der dem Karmeliterorden angehörte und als Weihbischof von Bischof Reinhard I. von Sickingen im Bistum Worms wirkte.

### Barocke Kirche

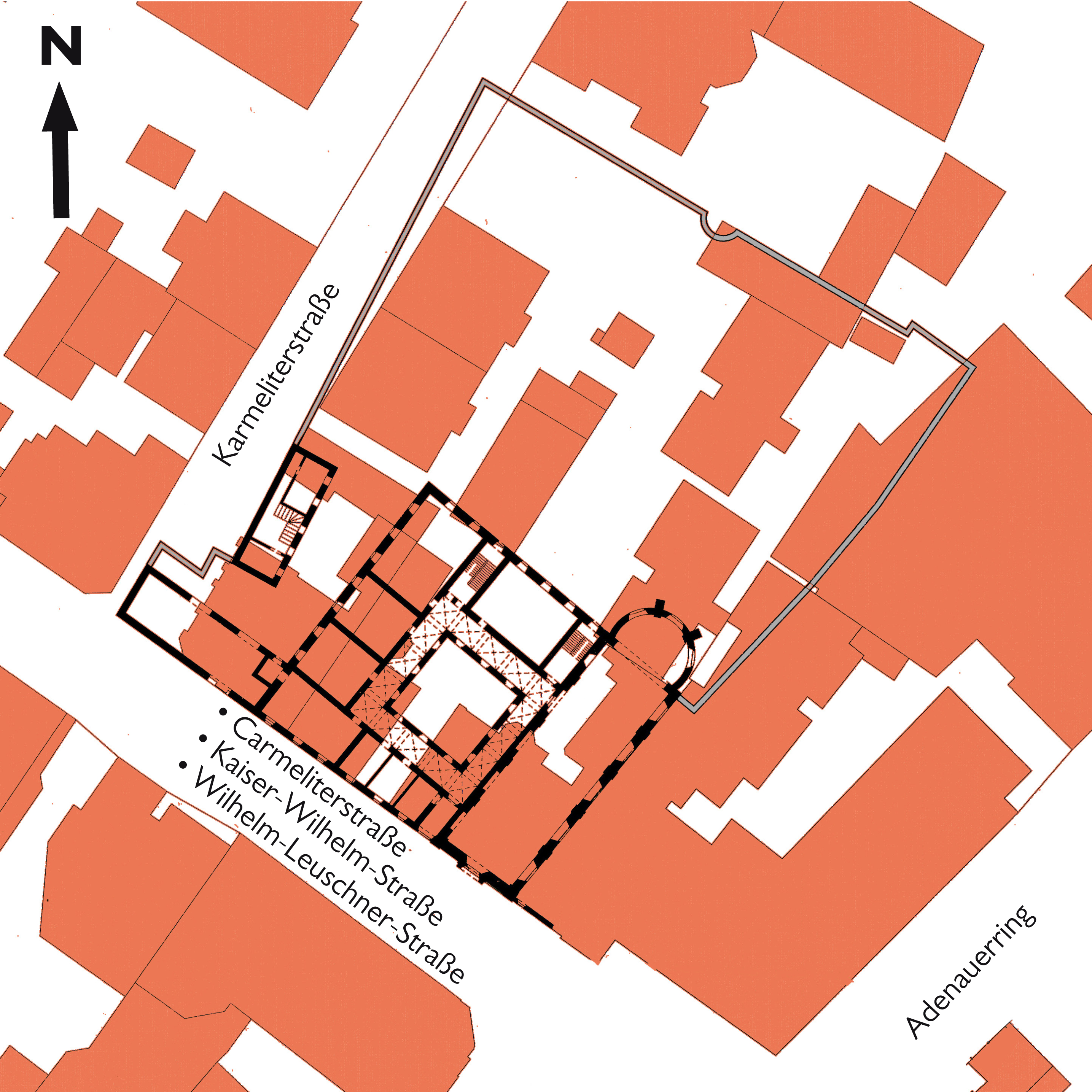
Grundriss der barocken Anlage, projiziert auf die heutige Bebauung

Der barocke Kirchenbau wurde gegenüber dem mittelalterlichen Vorgängerbau um 90 Grad gedreht und bildete nun einen Abschnitt der östlichen Begrenzung des Klosterareals. Die Kirchenfassade präsentierte sich zur Straße. Im Innern war es eine stützenfreie Saalkirche mit hölzerner Flachdecke, die fünf Querachsen hatte. Die Belichtung erfolgte über große, rundbogige Fenster. Die runde Apsis hatte drei Fenster. Darunter befand sich eine Gruft für die Mönche. Den Kirchturm ersetzte ein Dachreiter, der den östlichen Teil des Gebäudes überragte. Die Weihe der neuen Kirche erfolgte am 23. August 1716. Das Patrozinium und der Hochaltar waren nun dem Heiligen Josef geweiht, seitlich des Eingangs gab es je einen Altar für die Muttergottes und die Heilige Anna.
Eine 1820 in die Pfarrkirche St. Remigius in Osthofen eingebaute Kanzel trägt an der Rückseite das Wappen der Karmeliten Obwohl es naheliegt ist aber nicht belegt, dass sie aus dem Kloster in Worms stammt.

### Klausur

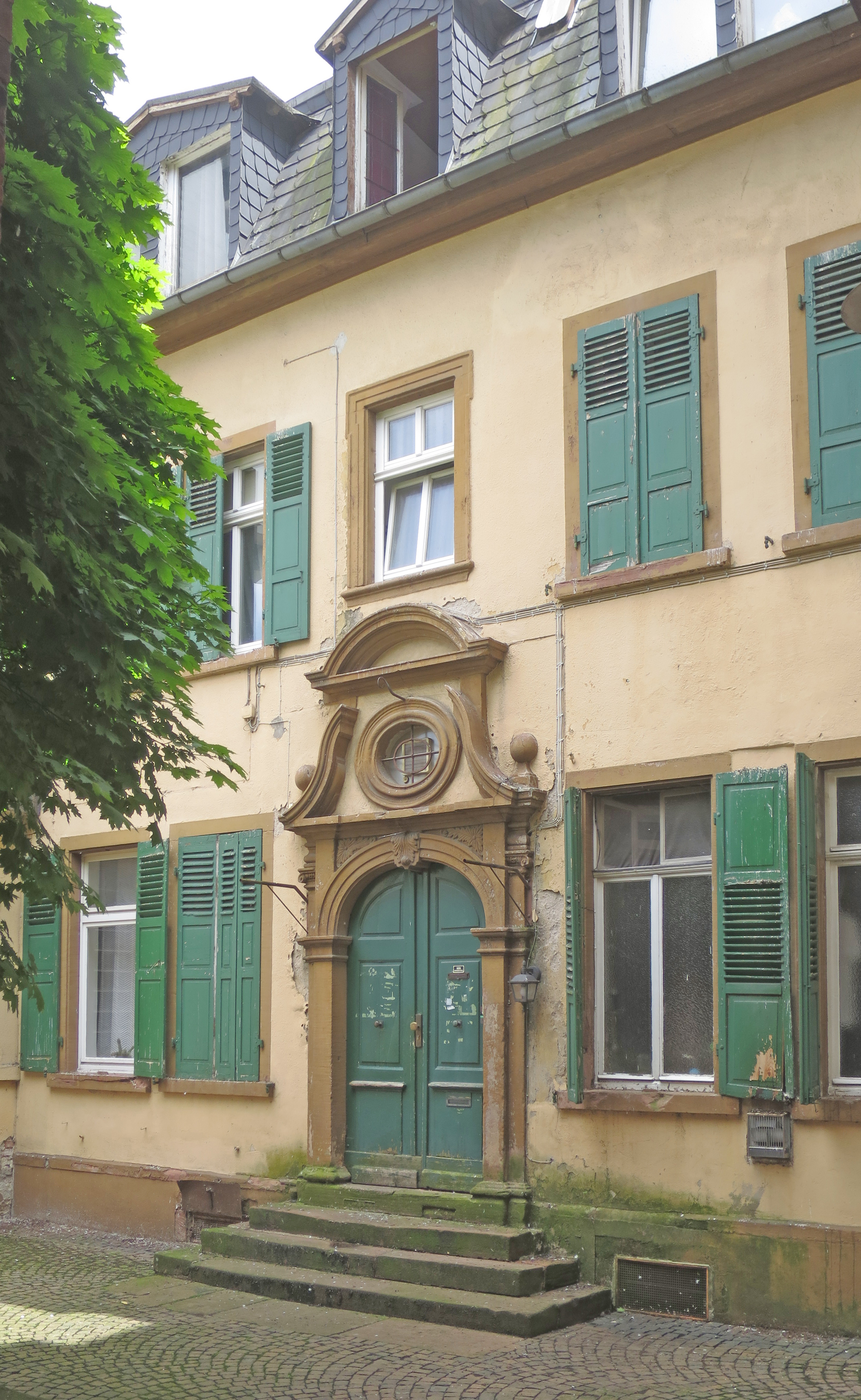
Tor des Klosters, sekundär eingebaut im Hinterhaus der Wilhelm-Leuschner-Straße 4

Von der mittelalterlichen Klausur ist wenig bekannt, außer dass es eine Vierflügelanlage war. Auch die barocke Klausur war wieder eine Vierflügelanlage um einen Kreuzgang. Sie hatte einen zweigeschossigen Nordflügel, der im Osten an die Kirche anschloss. Die übrigen Flügel waren eingeschossig. Von dieser Anlage ist einzig das Eingangsportal erhalten, das 1885 beim Neubau des Hauses Nr. 4 der heutigen Wilhelm-Leuschner-Straße zweitverwendet und in ein Hintergebäude eingefügt wurde.

### Nachnutzung und Nachwirkung
Da die Gebäude vom Militär als Lazarett und Magazin genutzt wurden, blieben sie in staatlicher Hand. Auch nach dem Übergang Reinhessens an das Großherzogtum Hessen 1816 nutzte nun dessen Militär das Gelände bis 1884 weiter als Lazarett. Das Kirchengebäude war ab 1820 als Magazin verpachtet und wurde 1825 abgerissen.
Das Kloster gab der Straße, die an ihm vorbei nach Westen führte ihren Namen, „Carmeliterstraße“. Am Ende des 19. Jahrhunderts wurde sie in „Kaiser-Wilhelm-Straße“ umbenannt, volkstümlich wird sie noch heute als „KW“ bezeichnet, offiziell heißt sie heute „Wilhelm-Leuschner-Straße“. Eine von ihr abzweigende Straße, die an der ehemaligen Westseite des Klosters entlang führt, trägt heute die Bezeichnung „Karmeliterstraße“.
Auch die Karmeliter Grundschule, die direkt westlich des ehemaligen Klostergeländes liegt, und die Karmeliter-Realschule in Worms leiten ihre Namen von dem ehemaligen Karmeliterkloster ab.

## Organisation
Das Kloster gehörte zunächst zur Niederdeutschen Provinz des Ordens, ab 1464 zu dessen Rheinischer Provinz, 1613 bis 1620 zur Kölnischen Provinz, danach wieder zur Niederdeutschen Provinz. Prior und Lektor wurden durch das Provinzialkapitel gewählt, die übrigen Funktionen wählte der Konvent selbst.
Zu einem unbekannten Zeitpunkt – aber nicht schon 1385, wie die anderen Bettelorden in der Stadt – erhielten die Karmeliten das Bürgerrecht von Worms. Der älteste Beleg dafür stammt von 1583. Die Stadt beanspruchte spätestens seit der Reformation das Vogteirecht über das Kloster.
Ab dem Ende des 16. Jahrhunderts oblag den Karmeliten die Seelsorge für den kurz zuvor wieder errichteten Gudelmannkonvent.

## Wirtschaft

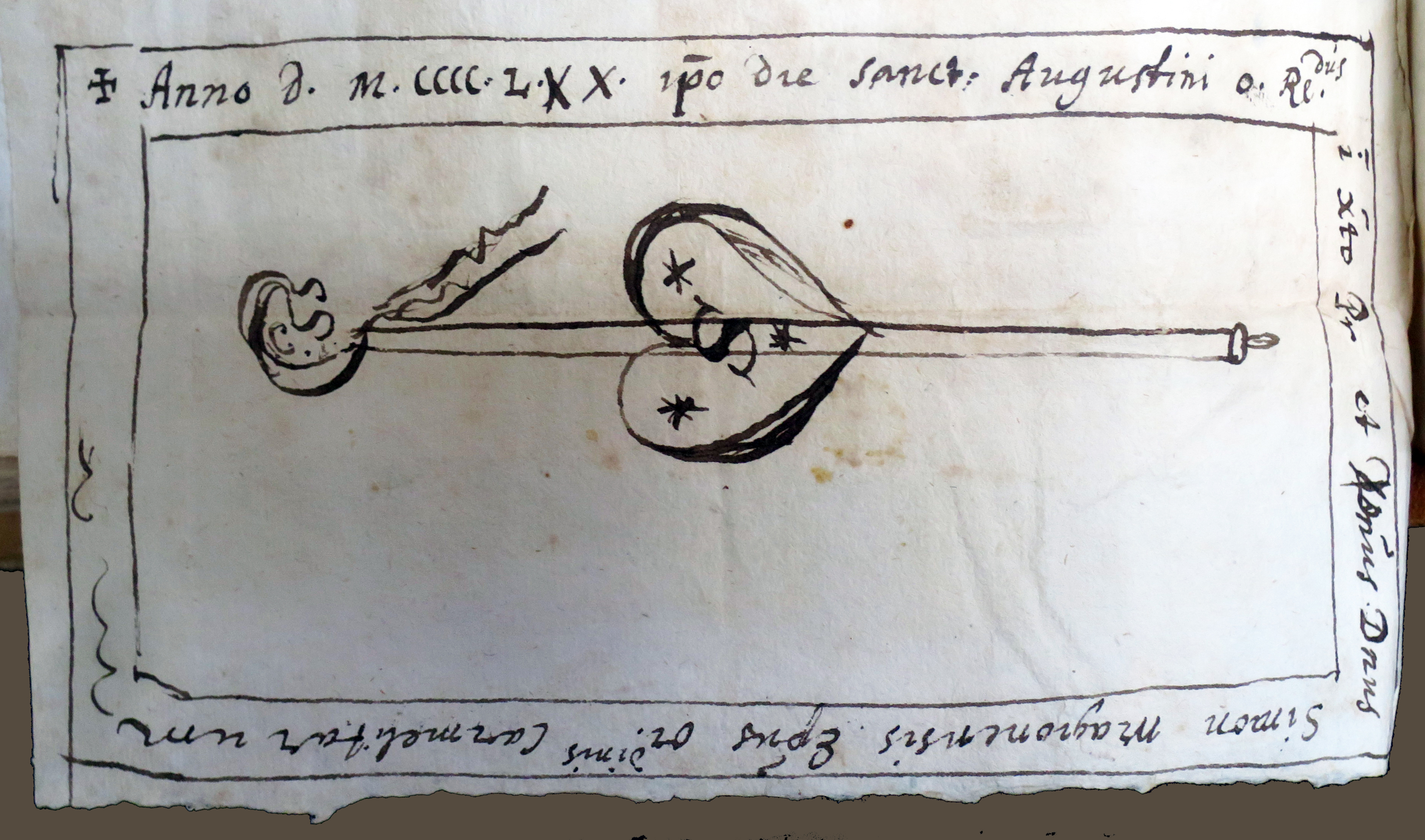
Historische Zeichnung des Grabsteins von Weihbischof Simon von Düren († 1470), um 1650

Die wirtschaftliche Ausstattung des Klosters bestand überwiegend aus Seelgerätstiftungen, dem Einkommen aus Kreditgeschäften und der Vermietung von Häusern, die dem Kloster gehörten. Einkünfte aus dem Betteln waren eine untergeordnete Einnahmequelle, obwohl sich der Termineibezirk über weite Teile Rheinhessens erstreckte. Besitzungen hatte das Kloster auf beiden Seiten des Rheins im regionalen Umfeld. Dessen Begrenzung erstreckte sich im Norden von Wendelsheim bis Gernsheim, im Süden bis Ruchheim.